# دانشگاه ویلنیوس
دانشگاه ویلنیوس (لیتوانیایی: Vilniaus universitetas) قدیمی‌ترین دانشگاه تحقیقاتی دولتی در کشورهای بالتیک و یکی از مشهورترین دانشگاه‌های شمال اروپا واقع در ویلنیوس، لیتوانی است. این مؤسسه در میان ۴۰۰ دانشگاه برتر در سراسر جهان در رتبه‌بندی کیواس قرار دارد.
این دانشگاه در سال ۱۵۷۹ میلادی به عنوان آکادمی یسوعی (کالج) ویلنیوس توسط استفان باتوری تأسیس شد. آن سومین دانشگاه قدیمی (پس از آکادمی کراکو و آلبرتینا) در مشترک المنافع لهستان-لیتوانی بود. به دلیل شکست قیام نوامبر ۱۸۳۱، دانشگاه تعطیل شد و فعالیت خود را تا سال ۱۹۱۹ میلادی به حالت تعلیق درآورد. پس از جنگ جهانی اول، دانشگاه شاهد تلاش‌های ناموفق برای راه‌اندازی مجدد آن توسط لهستانی‌ها، لیتوانیایی‌ها و مردم محلی بود. با حمله به نیروهای شوروی. سرانجام در اوت ۱۹۱۹ به عنوان دانشگاه استفان باتوری لهستانی فعالیت خود را از سر گرفت.پس از تهاجم شوروی به لهستان در سپتامبر ۱۹۳۹، دانشگاه برای مدت کوتاهی توسط مقامات لیتوانی (از اکتبر ۱۹۳۹) و سپس پس از الحاق لیتوانی به شوروی (ژوئن ۱۹۴۰) اداره شد، که با دوره‌ای از اشغال آلمان پس از عملیات بارباروسا از ۱۹۴۱، همراه بود.  تا سال ۱۹۴۴، زمانی که به عنوان دانشگاه دولتی ویلنیوس اداره می شد. در سال ۱۹۴۵، جامعه لهستانی از دانشجویان و دانشمندان دانشگاه استفان باتوری به دانشگاه نیکلاس کوپرنیک در تورون منتقل شدند. پس از اینکه لیتوانی در سال ۱۹۹۰ استقلال خود را دوباره به دست آورد، پس از انحلال اتحاد جماهیر شوروی، وضعیت خود را به عنوان یکی از دانشگاه های برجسته در لیتوانی از سر گرفت.این دانشگاه دارای پردیس هایی در کاوناس و شیائولیای است. این دانشگاه جامع متشکل از پانزده دانشکده آکادمیک سطح بالا است که بیش از ۲۰۰ برنامه تحصیلی را در طیف گسترده ای از رشته های دانشگاهی برای بیش از ۲۴۰۰۰ دانشجو ارائه می دهند.دانشگاه ویلنیوس به دلیل پیوندهای قوی اجتماعی، تعامل و مشارکت در فعالیت‌های اضافی ارائه شده توسط بخش‌های غیر آکادمیک دانشگاه، مانند مرکز فرهنگی، مرکز سلامت و ورزش، کتابخانه، موزه، باغ‌های گیاه‌شناسی و سایر موسسات شناخته شده است.از سال ۲۰۱۶، دانشگاه ویلنیوس عضو شبکه ای از دانشگاه های معتبر - گروه کویمبرا - بوده و از سال ۲۰۱۹ به اتحادیه دانشگاه اروپایی ARQUS تعلق دارد.  هدف این اتحاد ایجاد ساختارها و سازوکارهای مشترک، بلندمدت و پایدار برای همکاری نزدیک بین نهادی در زمینه های مطالعاتی، علمی و مشارکت های اجتماعی است.بنیاد دانشگاه ویلنیوس در ۶ آوریل ۲۰۱۶ تأسیس شد و به این ترتیب اولین وقف دانشگاهی در لیتوانی انجام گرفت. این بنیاد از تحقیقات علمی با بالاترین کیفیت و ایجاد برنامه های مطالعاتی که مطابق با خواسته های جهانی است، حمایت می کند، در حالی که سایر پروژه های با ارزش افزوده بالا را نیز تشویق می کند. در زیر زمین ساختمان قدیمی دانشگاه، تندیس یازده قبیله پروس قدیم به همراه معبد کوچک چهار خدا و چهار الهه از اساطیر بالتیک قرار دارد.

## تاریخچه
دانشگاه ویلنیوس توسط ایشتوان باتوری، دوک بزرگ لیتوانی و شاه لهستان در سال ۱۵۷۹ تحت عنوان آکادمی ویلنیوسِ انجمن یسوعی‌ها تأسیس شد که سومین دانشگاه قدیمی لیتوانی بعد از دانشگاه یاگیلونیا و دانشگاه کونیگسبرگ در کشورهای مشترک‌المنافع لهستان- لیتوانی به‌شمار می‌رود. در سومین تجزیه لهستان در سال ۱۷۹۵ و قیام نوامبر ۱۸۳۱–۱۸۳۰ بسته شد و ممنوعیت گشودن آن تا سال ۱۹۱۹ پس از جنگ جهانی اول اعمال شد. تا دسامبر ۱۹۱۸ و به‌دنبال هجوم نیروهای اتحاد جماهیر شوروی سوسیالیستی در مارس ۱۹۱۹، سرانجام شکل‌گیری جمهوری دوم لهستان تحت عنوان عملیاتی با نام دانشگاه استفان باتورو در لهستان انجام شد. در اوت ۱۹۱۹ این بار با اشغال خاک لهستان توسط شوروی، جمهوری دوم لهستان در ۱۹۲۰ در جنگ شوروی و لهستان شکل گرفت و کمتر از دو سال بعد جمهوری لیتوانی مرکزی در سال ۱۹۲۲ ضمیمه لهستان شد. دانشگاه ویلنیوس از اکتبر ۱۹۳۹ توسط مقامات لیتوانی و سپس پس از شوروی، توسط این کشور اداره می‌شد.
در ۱۹۴۵ دانشجویان دانشگاه و پرسنل آن به دانشگاه نیکولاس کوپرنیک در تورون نقل مکان کردند. به دنبال استقلال لیتوانی در ۱۹۹۰ و فروپاشی اتحاد جماهیر شوروی این دانشگاه به عنوان یکی از برجسته‌ترین دانشگاه‌های لیتوانی فعالیت دارد.